# Discografia dei Testament
La seguente è la discografia dei Testament, gruppo thrash metal statunitense in attività dal 1983.

## Album

### Album in studio
| 1987                                                                                               | The Legacy - Pubblicazione: 21 aprile 1987 - Etichetta: Megaforce/Atlantic/Warner                           | —   | —  | —  | —  | —  | —  | —  | —  | —  | —  | —   |
| 1988                                                                                               | The New Order - Pubblicazione: 26 aprile 1988 - Etichetta: Megaforce/Atlantic/Warner                        | 136 | —  | —  | —  | —  | —  | 66 | —  | 49 | —  | —   |
| 1989                                                                                               | Practice What You Preach - Pubblicazione: 4 agosto 1989 - Etichetta: Megaforce/Atlantic/Warner              | 77  | —  | —  | —  | —  | —  | 57 | 20 | —  | —  | 40  |
| 1990                                                                                               | Souls of Black - Pubblicazione: 9 ottobre 1990 - Etichetta: Megaforce/Atlantic/Warner                       | 73  | —  | —  | —  | —  | —  | —  | —  | —  | —  | 35  |
| 1992                                                                                               | The Ritual - Pubblicazione: 15 maggio 1992 - Etichetta: Atlantic/Warner                                     | 55  | —  | —  | —  | 73 | —  | —  | —  | —  | —  | —   |
| 1994                                                                                               | Low - Pubblicazione: 30 settembre 1994 - Etichetta: Atlantic/Warner                                         | 122 | —  | —  | —  | —  | —  | —  | —  | —  | 39 | —   |
| 1997                                                                                               | Demonic - Pubblicazione: 9 giugno 1997 - Etichetta: Burnt Offerings Inc.                                    | —   | —  | —  | —  | —  | —  | —  | —  | —  | —  | —   |
| 1999                                                                                               | The Gathering - Pubblicazione: 28 giugno 1999 - Etichetta: Burnt Offerings Inc.                             | —   | —  | —  | —  | 48 | —  | —  | —  | —  | —  | —   |
| 2008                                                                                               | The Formation of Damnation - Pubblicazione: 29 aprile 2008 - Etichetta: Burnt Offerings Inc./Nuclear Bleast | 59  | 23 | 12 | 95 | 15 | 87 | 47 | 29 | 27 | 33 | 122 |
| 2012                                                                                               | Dark Roots of Earth - Pubblicazione: 27 luglio 2012 - Etichetta: Burnt Offerings Inc./Nuclear Blast         | 12  | 21 | 4  | 46 | 4  | 27 | 32 | 11 | 8  | 10 | 57  |
| 2016                                                                                               | Brotherhood of the Snake - Pubblicazione: 28 ottobre 2016 - Etichetta: Burnt Offerings Inc./Nuclear Blast   | 20  | 23 | 18 | 68 | 11 | 28 | 74 | —  | 43 | 16 | 43  |
| 2020                                                                                               | Titans of Creation - Pubblicazione: 3 aprile 2020 - Etichetta: Burnt Offerings Inc./Nuclear Blast           | —   | —  | —  | —  | —  | —  | —  | —  | —  | —  | —   |
| "—" indica una pubblicazione che non si è classificata o che non è stata pubblicata in quel Paese. | |     |    |    |    |    |    |    |    |    |    |     |

### Album dal vivo
| Anno | Titolo                                                                                    | Classifiche | Classifiche | Vendite       |
| Anno | Titolo                                                                                    | GER         | FRA         | Vendite       |
| ---- | ----------------------------------------------------------------------------------------- | ----------- | ----------- | ------------- |
| 1995 | Live at the Fillmore - Pubblicazione: 1995 - Etichetta: Burnt Offerings Inc.              | —           | —           | - US: 32,592+ |
| 2005 | Live in London - Pubblicazione: 1º novembre 2005 - Etichetta: Spitfire                    | —           | —           |               |
| 2013 | Dark Roots of Thrash - Pubblicazione: 18 ottobre 2013 - Etichetta: Nuclear Blast          | 52          | 168         |               |
| 2019 | Live at Dynamo Open Air 1997 - Pubblicazione: 24 maggio 2019 - Etichetta: Dynamo Concerts | —           | —           |               |

### Raccolte
| Anno | Titolo                                                                            |
| ---- | --------------------------------------------------------------------------------- |
| 1996 | The Best of Testament - Pubblicazione: 1996 - Etichetta: Atlantic/Warner          |
| 1997 | Signs of Chaos - Pubblicazione: 1997 - Etichetta: Mayhem/Fierce                   |
| 2001 | The Very Best of Testament - Pubblicazione: 2001 - Etichetta: Rhino Entertainment |
| 2001 | First Strike Still Deadly - Pubblicazione: 2001 - Etichetta: Burnt Offerings Inc. |
| 2004 | Days of Darkness - Pubblicazione: 2004 - Etichetta: Snapper Music                 |
| 2007 | The Spitfire Collection - Pubblicazione: 2007 - Etichetta: Spitfire               |

## Extended play
| Anno | Titolo                                                                            | Classifiche |
| Anno | Titolo                                                                            | NLD         |
| ---- | --------------------------------------------------------------------------------- | ----------- |
| 1987 | Live at Eindhoven - Pubblicazione: 1987 - Etichetta: Megaforce/Atlantic/Warner    | 62          |
| 1988 | Trial by Fire - Pubblicazione: 1988 - Etichetta: Megaforce/Atlantic/Warner        | —           |
| 1993 | Return to the Apocalyptic City - Pubblicazione: 1993 - Etichetta: Atlantic/Warner | —           |

## Singoli
| Anno | Singolo                    | Classifiche | Album di provenienza     |
| Anno | Singolo                    | US Rock     | Album di provenienza     |
| ---- | -------------------------- | ----------- | ------------------------ |
| 1987 | Over the Wall              | —           | The Legacy               |
| 1988 | Trial by Fire              | —           | The New Order            |
| 1989 | Practice What You Preach   | —           | Practice What You Preach |
| 1990 | Greenhouse Effect          | —           | Practice What You Preach |
| 1990 | The Ballad                 | —           | Practice What You Preach |
| 1990 | Souls of Black             | —           | Souls of Black           |
| 1990 | The Legacy                 | —           | Souls of Black           |
| 1992 | Electric Crown             | —           | The Ritual               |
| 1992 | Return to Serenity         | 22          | The Ritual               |
| 1994 | Low                        | —           | Low                      |
| 1994 | Dog Faced Gods             | —           | Low                      |
| 2012 | True American Hate         | —           | Dark Roots of Earth      |
| 2012 | Native Blood               | —           | Dark Roots of Earth      |
| 2013 | Animal Magnetism           | —           | Dark Roots of Earth      |
| 2013 | Rise Up                    | —           | Dark Roots of Thrash     |
| 2016 | Brotherhood of the Snake   | —           | Brotherhood of the Snake |
| 2016 | Stronghold                 | —           | Brotherhood of the Snake |
| 2016 | The Pale King              | —           | Brotherhood of the Snake |
| 2020 | Night of the Witch         | —           | Titans of Creation       |
| 2020 | Children of the Next Level | —           | Titans of Creation       |

## Videografia
- 1991 - Seen Between the Lines
- 2005 - Live in London
- 2013 - Dark Roots of Thrash

### Videoclip
- 1987 - Over the Wall
- 1988 - Trial By Fire
- 1988 - Nobody's Fault
- 1989 - Practice What You Preach
- 1990 - Greenhouse Effect
- 1990 - The Ballad
- 1990 - Souls of Black
- 1990 - The Legacy
- 1992 - Electric Crown
- 1992 - Return to Serenity
- 1994 - Low
- 2008 - More Than Meets The Eye
- 2012 - Native Blood
- 2016 - The Pale King
- 2020 - Children of the Next Level

### Video-Bootleg
- 2004 - Live At The Omni 1988
- 2004 - Live in Tilburg, The Netherlands
- 2004 - Santa Monica Civic 1989
- 2004 - Live in Osaka Japan 1999
- 2006 - Live in Tokyo Japan 1999
- 2006 - Live In Istanbul